# Promotor
Promotor (spodbujevalec) je nukleotidno zaporedje na 5'-koncu določenega gena, na katerega se vežejo RNA-polimeraza in transkripcijski faktorji, 
ki vplivajo na proces genskega prepisovanja.
Osnovni (generični) promotor je najkrajše DNK-zaporedje, na katerem RNK-polimeraza II še lahko prične transkripcijo; običajno vsebuje TATA zaporedje ali iniciator (Inr). Ni odvisen od tkivno specifičnih transkripcijskih faktorjev, prepisovanje pa je počasno.